# 萨尔瓦多-杜蒙蒂
萨尔瓦多-杜蒙蒂是葡萄牙波尔图区的一个堂区。总面积7.47平方公里，总人口1154人，人口密度154.5人/平方公里。